# Ekels
Ekels ist ein Dorf in Ostfriesland. Es ist in Alt- und Neu-Ekels unterteilt. Bis 1972 zählte es zur Gemeinde Theene, ehe es mit dieser zu einem Ortsteil von Südbrookmerland wurde.

## Geschichte
Erstmals wird der Ort im Jahre 1476 als in der Ekelze genannt. Eine weitere überlieferte Bezeichnungen sind Eckels (1787). Die heutige Schreibweise ist seit 1842 geläufig. Der Ortsname geht vermutlich auf den Rufnamen Ekele oder Ekel zurück.
Die Besiedelung von Ekels begann im Mittelalter abseits der wenigen Verkehrswege in Ostfriesland. So war der Ort beispielsweise von Aurich aus nur über den Umweg über Westerende-Kirchloog zu erreichen, da die direkte Verbindung durch ausgedehnten Moorflächen versperrt war. Noch im 18. Jahrhundert waren davon weite Teile unkultiviert. Sie dienten der örtlichen Bevölkerung zum Schlagen von Plaggen, Torfgraben oder als Viehweide. Nach dem Aussterben der einheimischen Dynastie der Cirksena fiel Ostfriesland 1744 an Preußen. Nach dem Urbarmachungsedikt des preußischen Königs Friedrich II. 1765 wurden auf dem Gebiet der heutigen Gemeinde Südbrookmerland neue Moorkolonien angelegt. Der preußische Staat hatte ein Interesse an der Kultivierung des Ödlandes, um einerseits der zunehmenden Bevölkerung eine landwirtschaftliche Existenz zu sichern, vor allem aber, um von den Kolonisten nach einer gewissen Zahl von steuerfreien Jahren Abgaben zu erhalten. In Ekels entstand so ab 1766 der Ort Neu-Ekels. Die bereits vorhandene Siedlung wurde fortan als Alt-Ekels bezeichnet. Die Ansiedelung der neuen Bewohner traf jedoch auf den Widerstand der Eingesessenen. So beschwerten sich die Kommunen Ekels und Oster-Theene am 11. Januar 1769 bei der Kriegs- und Domänenkammer in Aurich über die Nutzung ihrer gemeinen Weide durch die Neuankömmlinge. Die Behörde wies die Beschwerde jedoch ab, so dass Neu-Ekels entlang der heutigen Ekelser Straße langsam wuchs.
Die ersten Kolonisten hatten nicht mit völlig unzureichenden Verkehrsverbindungen zu kämpfen. Die heutige Straße war damals nicht ausgebaut und endete bereits im Nachbardorf Süd-Victorbur. Zudem erschwerte die ungenügende Entwässerung des Moorgebietes die landwirtschaftliche Nutzung der abgetorften oder durch Moorbrand kultivierten Areale. Viehhaltung war den meisten der ersten Siedler nur in sehr bescheidenem Umfang möglich. Kamen dann Viehseuchen wie 1770 hinzu, war die landwirtschaftliche Existenz aufs Äußerste bedroht. Die ackerbauliche Nutzung beschränkte sich auf den Anbau von Buchweizen auf den durch Brand kultivierten und mit der Asche gedüngten Böden. Die Erde war nach wenigen Jahren jedoch ausgelaugt, so dass viele Einwohner in Armut versanken.